# Ora multiguttata
Ora multiguttata es una especie de coleóptero de la familia Scirtidae.

## Distribución geográfica
Habita en Nigeria.